# Леополд II фон Шьонфелд
Леополд II фон Шьонфелд (Шайнфелд) (на немски: Leopold II von Schönfeld; Luitpold von Scheinfeld; Lupold von Schenvelt; * пр. 1196; † 17 януари 1217) е епископ на Вормс (1196 – 1217) и избран архиепископ на Майнц (1200 – 1208).

## Произход и духовна кариера
Той произлиза от франкския благороднически род Шьонфелд ам Щайгервалде. Неговият чичо Конрад II фон Щернберг е епископ на Вормс (1171 – 1192).
Леополд фон Шьонфелд първо е пфаррхер в „Св. Кириакус“ в Бергхазелбах. През 1196 г. става епископ и през 1200 г. е избран от множеството на катедралния капител на Майнц за архиепископ. Тогава малцинството на капитела избира обаче Зигфрид II фон Епщайн за архиепископ като кандидат на Велфите, но Филип Швабски от династията Хоенщауфен избира епископа на Вормс Леополд II фон Шьонфелд за архиепископ на Майнц. Леополд изгонва Зигфрид от Бинген и той бяга в Кьолн, където се съюзява с Велфите и завладява Бинген и Майнц, но няма успех и отива през 1206 г. в Рим. На 21 юни 1208 г. Филип Швабски е убит в Бамберг. Тогава Леополд II отстъпва поста си на Зигфрид II, който същата година се е върнал като папски легат от Рим. Леополд II остава само епископ на Вормс.
Леополд умира на 17 януари 1217 г. Понеже не получава признанието на папата той не е в списъка на архиепископите на Майнц.